# Stenerianthus annamensis
Stenerianthus annamensis är en insektsart som beskrevs av Marius Descamps 1975. Stenerianthus annamensis ingår i släktet Stenerianthus och familjen Chorotypidae. Inga underarter finns listade i Catalogue of Life.